# Jacaena mihun
Jacaena mihun är en spindelart som beskrevs av Christa L. Deeleman-Reinhold 200. Jacaena mihun ingår i släktet Jacaena och familjen månspindlar.
Artens utbredningsområde är Thailand. Inga underarter finns listade i Catalogue of Life.